# Vakama
Vakama es un personaje ficticio en el mundo Bionicle. Vakama era un forjador de máscaras en Ta-Metru, una de seis las partes en que está dividida la ciudad de Metru Nui.

## Historia
Un día, mientras forjaba la Kanohi Vahi, el héroe de Metru Nui, Toa Lhikan, de hecho el mejor de los toas, apareció en la forja de Vakama, y le entregó un artefacto denominado piedra toa, y un mapa para llegar a un punto de Metru Nui (el gran templo en Ga-Metru). Después oyó unos pasos que se acercaban, y se escondió detrás de la forja. Dos seres(vean el artículo Cazador Oscuro)llamados Nidhiki y Krekka, irrumpieron violentamente en la habitación, y Vakama vio como se llevaban a Toa Lhikan. Y él, para cumplir su último deseo, llevó la piedra Toa al lugar indicado.
Al llegar al templo se dio cuenta de que otros cinco Matoran(Nokama, Matau, Nuju, Whenua y Onewa) estaban reunidos en el mismo sitio, y por razones parecidas. Después de comentar, se dieron cuenta de que todos estaban reunidos por la misma razón: la piedra Toa, y Toa Lhikan. Luego, a la Ga-Matoran, Nokama, se le ocurrió poner las piedras Toa en el centro del templo, y al ver que funcionaba, los otros Matoran hicieron lo mismo. Al estar todas las piedras colocadas en su posición, empezaron a brillar, y luego un poder inimaginable en forma de rayos de energía elemental inundó a los Matoran, cambiándolos y concediéndoles poder. Cuando el cambio terminó, él y sus compañeros habían sido transformados en Toa Metru, Guardianes de Metru Nui.
En ese tiempo, La Morbuzakh destruía Metru Nui, capturando Matoran, y haciéndolos desaparecer, así que los Toa Metru, guiados por una visión de Vakama, empezaron a ir a sus metrus e ir a buscar a unos Matoran, para que les dijeran la ubicación de los Grandes discos,y así derrotar a la Morbuzakh. Tuvieron muchos peligros y problemas que afrontar, pero con la ayuda de sus poderes elementales, pudieron recuperar los grandes discos y vencer a la Morbuzakh. Después de obtener los grandes discos, él y los otros 5 toa fueron al Gran Coliseo y Turaga Dume apresó a 3 de ellos y los otros escaparon, entre ellos Vakama.
Vakama, Nokama y Matau fueron por toda Metru Nui buscan a Onewa, Nuju y Whenua. Cuando los encontraron lograron escapar de la prisión y Vakama se enteró de que Toa Likhan había sido convertido en Turaga.
- Datos: Q6158632